# Moroyama
Moroyama (jap. 毛呂山町 Moroyama-machi) – miasto w Japonii, na wyspie Honsiu, w prefekturze Saitama. Według danych na rok 2020 miejscowość zamieszkiwało 35 366 mieszkańców , a gęstość zaludnienia wyniosła 1038 os./km².